# オンガクお嬢FES.
オンガクお嬢FES.（オンガクおじょうフェス）は、日本海テレビ・エフエム山陰が主催・企画制作を手掛ける山陰地方唯一のロック・フェスティバルである。ここでは前身となったオンガクお嬢LIVE（オンガクおじょうライブ）についても記述する。

## 概要
日本海テレビで放送されている『オンガクお嬢Remix』のイベントとして、2022年にオンガクお嬢LIVEとして初開催。当初の会場は、アーティストの移動の利便性を考慮し、山陰地方ではなく東京都渋谷区のSpotify O-nest（2022年）、duo MUSIC EXCHANGE（2023年）となっていた。開催時期は1月で、1日間の開催であった。
2024年より『オンガクお嬢Remix』のラジオ版としてエフエム山陰で毎月1回放送されている『中尾真亜理の月刊FMお嬢』の共同イベントとなり、オンガクお嬢FES.に改め、東京スカパラダイスオーケストラのギター担当である加藤隆志の「山陰地方でロックフェスを行いたい」という考えを実現する形で、会場を鳥取県米子市の米子コンベンションセンター BiG SHiPに移転、開催時期は2月、開催が2日間となり、山陰地方唯一のフェスとして新たなスタートを切る。
DAISEN STAGE（多目的ホール、2004人収容）とSHINJIKO STAGE（小ホール、300人収容）の全2ステージ制で進行する。
また、日本海テレビで放送されている『おびわんっ!』のイベントとして、おびわんっ!マルシェが同時に開催される。

## 歴史

### 2022年
日時：2022年1月20日（木）
会場：Spotify O-nest（東京都渋谷区）
主催：日本海テレビ
司会：中尾真亜理（お嬢。日本海テレビアナウンサー）
出演アーティスト数：全3アーティスト
記念すべき初年度は、現在とは大きく異なる1ステージのみで1日間行われた。
| 日程    | 出演者                         |
| ------- | ------------------------------ |
| 1月20日 | - BRADIO - 四星球 - シロとクロ |

### 2023年
日時：2023年1月27日（金）
会場：duo MUSIC EXCHANGE（東京都渋谷区）
主催：日本海テレビ
司会：中尾真亜理（お嬢。日本海テレビアナウンサー）
出演アーティスト数：全3アーティスト
1ステージのみで1日間行われた。四星球のライブ中にR-指定が入った。
| 日程    | 出演者                                           |
| ------- | ------------------------------------------------ |
| 1月27日 | - ストレイテナー - 四星球 - SPARK!!SOUND!!SHOW!! |

### 2024年
日時：2024年2月17日（土）・18日（日）
会場：米子コンベンションセンター BiG SHiP（鳥取県米子市）
主催：日本海テレビ / エフエム山陰
司会：中尾真亜理（お嬢。日本海テレビアナウンサー）
出演アーティスト数：全12アーティスト
東京スカパラダイスオーケストラのギター担当である加藤隆志の「山陰地方でロックフェスを行いたい」という考えを実現する形で、日本海テレビ開局65周年記念イベントとして会場を鳥取県米子市の米子コンベンションセンター BiG SHiPに変更して開催されることとなった。
今回より2ステージで2日間行われる。
なお、『オンガクお嬢』チャンネルのYouTubeで、会場での注意事項・禁止行為が公開されている。
また、日本海テレビ開局65周年記念イベントとしておびわんっ!マルシェも同時に開催される。
| 日程    | DAISEN STAGE                                                                                              | SHINJIKO STAGE                                           |
| ------- | --- | -------------------------------------------------------- |
| 2月17日 | （なし）                                                                                                  | - DNA GAINZ - MUVIDAT - SPARK!!SOUND!!SHOW!! - 四星球    |
| 2月18日 | - BRADIO - 04 Limited Sazabys - クリープハイプ - 東京スカパラダイスオーケストラ with 石原慎也 (Saucy Dog) | - jubilee jubilee - jo0ji - Long Tall Sally - Omoinotake |